# Roepera halophila
Roepera halophila är en pockenholtsväxtart som först beskrevs av R.M.Barker, och fick sitt nu gällande namn av Beier & Thulin. Roepera halophila ingår i släktet Roepera och familjen pockenholtsväxter. Inga underarter finns listade i Catalogue of Life.